# Володимир (Шимкович)
Митрополит Володимир (в миру Василь Шимкович; 26 січня (7 лютого) 1841, с. Тереховка, Гомельський повіт, Могильовська губернія — 6 січня 1926, Воронеж) — вихованець Київської духовної академії, єпископ Катеринославський Відомства православного сповідання Російської імперії.

## Біографія
Народився 26 січня 1841 в селі Тереховка Гомельського повіту Могильовської губернії в родині священика, білоруса за національністю
Початкову релігійну-моральну освіту здобув удома. Навчався в Могильовській духовнійї семінарії. У 1867 році закінчив Київську духовну академію зі званням студента
28 липня 1868 був висвячений на священника, служив у Могильові
У 1870 році стає викладачем Могилевської духовної семінарії. У 1871 році удостоєний ступеня кандидата богослов'я
У 1872 році призначений членом Могильовської духовної консисторії з звільненням від духовно-навчальної служби .
У 1879 році возведений у сан протоієрея
Овдовівши 20 червня 1884 року, прийняв чернечий постриг з іменем Володимир, після зведення в сан архімандрита став настоятелем Могильовського Братського монастиря .
24 квітня 1887 року призначений єпископом Нарвським, вікарієм Петербурзької єпархії. 9 травня 1887 року відбулася його єпископська хіротонія .
З 5 грудня 1892 року — єпископ Катеринославський і Таганрозький.
З 12 червня 1896 року — єпископ Єкатеринбурзький і Ірбітський.
2 червня 1897 звільнений на спокій з місцеперебуванням в Корсунському монастирі в Каховці .
3 (16) вересня 1923 року призначений єпископом Воронезьким з возведенням у сан архієпископа.
Підтримував тісні відносини з Патріархом Тихоном, ставлячи його до відома про все, що відбувається в єпархії.
20 серпня 1925 року патріаршим Місцеблюстителем митрополитом Петром (Полянським) зведений в сан митрополита .
Помер в Різдвяну ніч з 6 на 7 січня 1926 року. Його смерть і поховання описані в посланні колишнього Коротояцького чиновника А. А. Поспєлова до генеалогії Л. М. Савелова від 18 січня 1926 року
У 1981 році на архієрейському Соборі Російської Православної Церкви митр. Володимир був прославлений у лику святих як сповідник.